# رضا شنبيه
رضا شنبيه، لاعب كرة قدم قطري سابق.

## مسيرة اللاعب
لعب سابقاً في نادي الخور ونادي الشحانية.

## روابط خارجية
- رضا شنبيه على موقع Soccerway.com (الإنجليزية)